# Des vagues et des ruisseaux
Albums de La Grande Sophie
La Suite...
(2005) La Place du fantôme
(2012)
Des vagues et des ruisseaux est le cinquième album de La Grande Sophie. Il est sorti en 2009.

## Liste des titres
| 1.    | Pardonner                        | 2:48 |
| 2.    | Quand le mois d'avril            | 3:20 |
| 3.    | Danser sur le disco              | 3:33 |
| 4.    | Quelqu'un d'autre                | 3:11 |
| 5.    | Des vagues et des ruisseaux      | 3:39 |
| 6.    | Celui qui me suivait dans la rue | 3:10 |
| 7.    | Les Pouvoirs de la tentation     | 2:43 |
| 8.    | Tu n'as pas cherché...           | 3:23 |
| 9.    | Dans le show business            | 3:07 |
| 10.   | Ce jour-là                       | 2:58 |
| 11.   | Ta mauvaise foi                  | 3:22 |
| 12.   | La Valse des adieux              | 3:53 |
| 13.   | Dis, quand reviendras-tu ?       | 4:37 |
| 43:44 |                                  |      |